# Raków (Częstochowa)

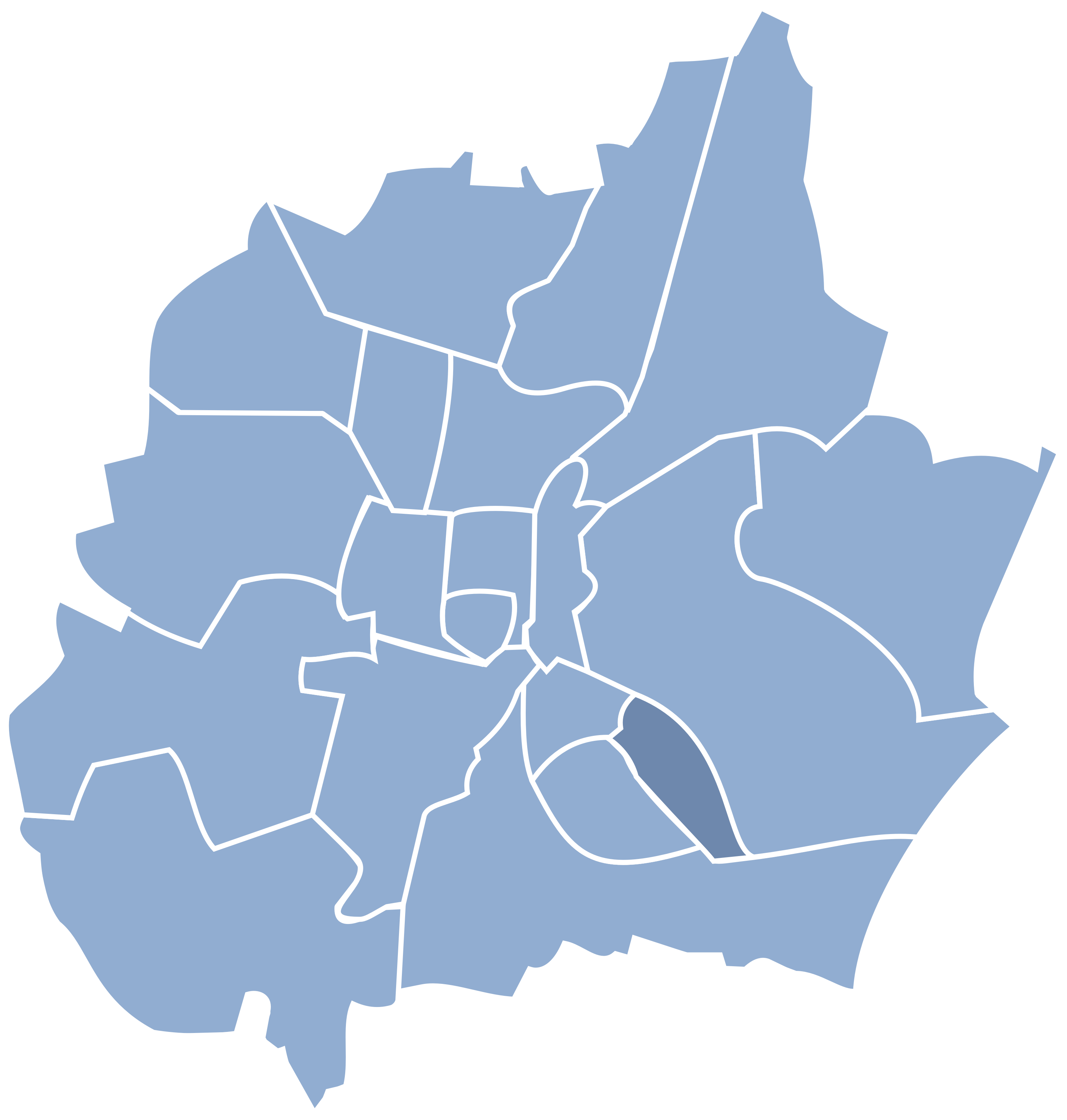
Lage des Stadtteils

Raków ist einer der größten Stadtteile im Südosten von Częstochowa.

## Geschichte
Im Jahr 1377 verlieh dort der Herzog Wladislaus II. von Oppeln, der 1370–1392 Lehnsherzog von Wieluń war, das Recht eines Eisenhammers in Błeszno (heute ein anderer Stadtteil von Częstochowa) an die Brüder Jaśko und Niczko. Der besitzanzeigende (der Suffix -ów) Name Raków (vom Personennamen Rak) wurde jedoch erst im Jahr 1631 als ein städtischer Wald urkundlich erwähnt.
Nach der zweiten Teilung Polens von 1793 bis 1807 gehörte das Gebiet zu Südpreußen. 1809 kam es ins Herzogtum Warschau und 1815 ins neu entstandene russisch beherrschte Kongresspolen.
Die moderne Entwicklung von Raków ist eng mit der örtlichen Hütte verbunden. Das Gebiet von Częstochowa war immer für Eisenerz bekannt. Die Eröffnung des Warschau-Wiener Eisenbahns erleichterte den Zugriff zu Kohle aus dem Dombrowaer Kohlebecken sowie die Ausfuhr. Das Gebiet des örtlichen Vorwerks wurde 1895 von Bernard Hantke gekauft und für die Hütte bestimmt. Sie wurde in den Jahren 1896 bis 1902 errichtet. Es entstand auch die größte in der Umgebung von Częstochowa Arbeitersiedlung mit einer Schule und Kirche. 1904 wurde sie elektrifiziert.
Nach dem Ende des Ersten Weltkriegs kam es zu Polen und gehörte zu der Gemeinde Stara Huta B im Powiat Częstochowski in der Woiwodschaft Kielce.
1921 wurde der Fußballklub Racovia, heute Raków Częstochowa gegründet. Die Bewohner kämpften einige Jahre um die Eingemeindung nach Częstochowa, was 1928 geschah, als die Siedlung 7000 Einwohner hatte. Der Stadtteil XI von Raków hatte die größte Zahl der Einwohner nach der Innenstadt und eigentlich einen Charakter selbständiger Stadt.
Raków wurde wieder nach dem Zweiten Weltkrieg stark im sozialistisch-realistischen Stil ausgebaut, dann auch durch die Plattenbau-Siedlungen. Es wurde an die Straßenbahn Częstochowa angeschlossen.

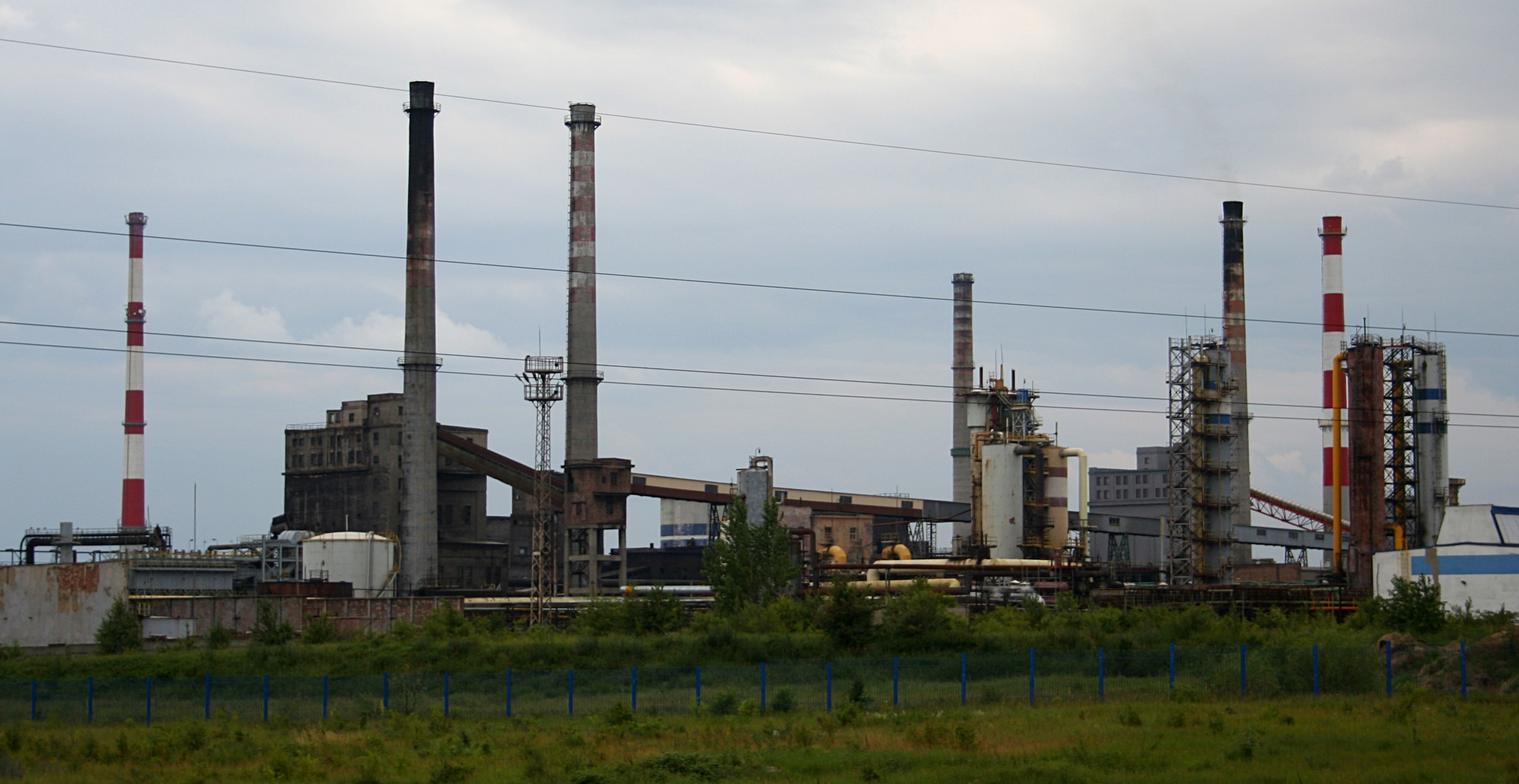
Die Hütte Częstochowa
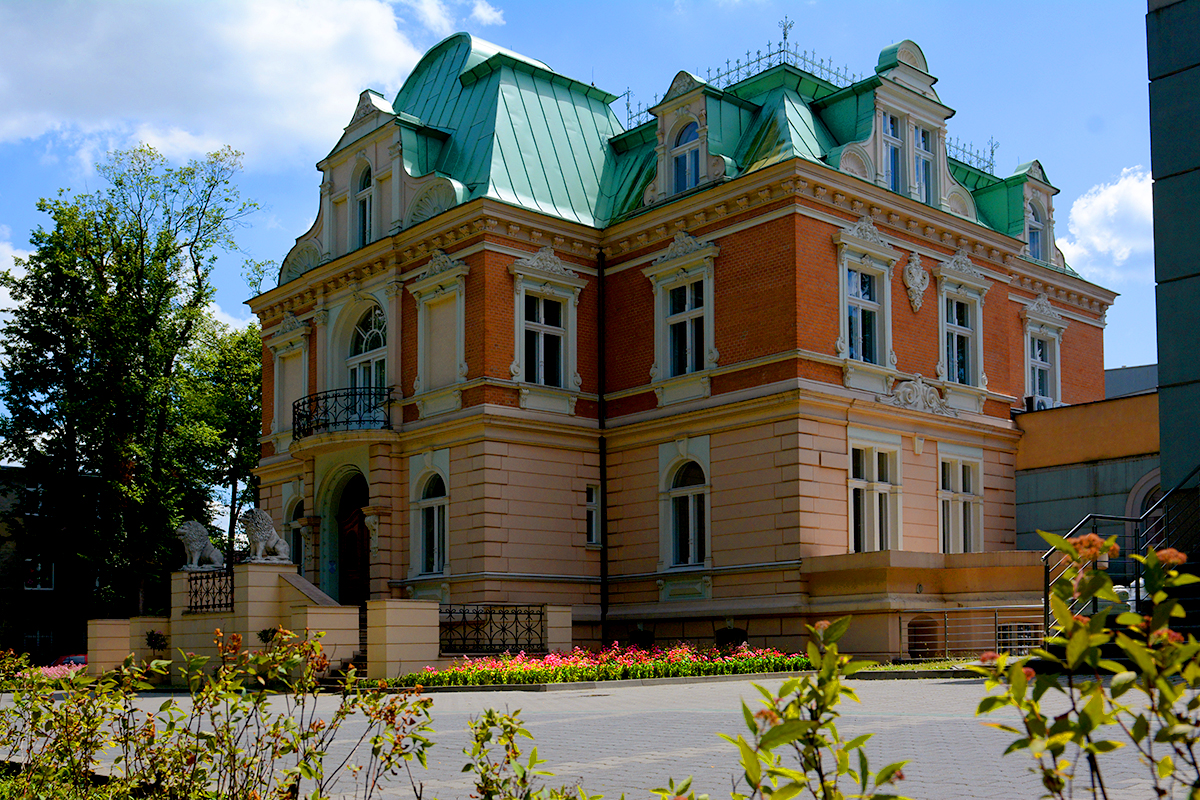
Hantke-Palast aus 1900–1903
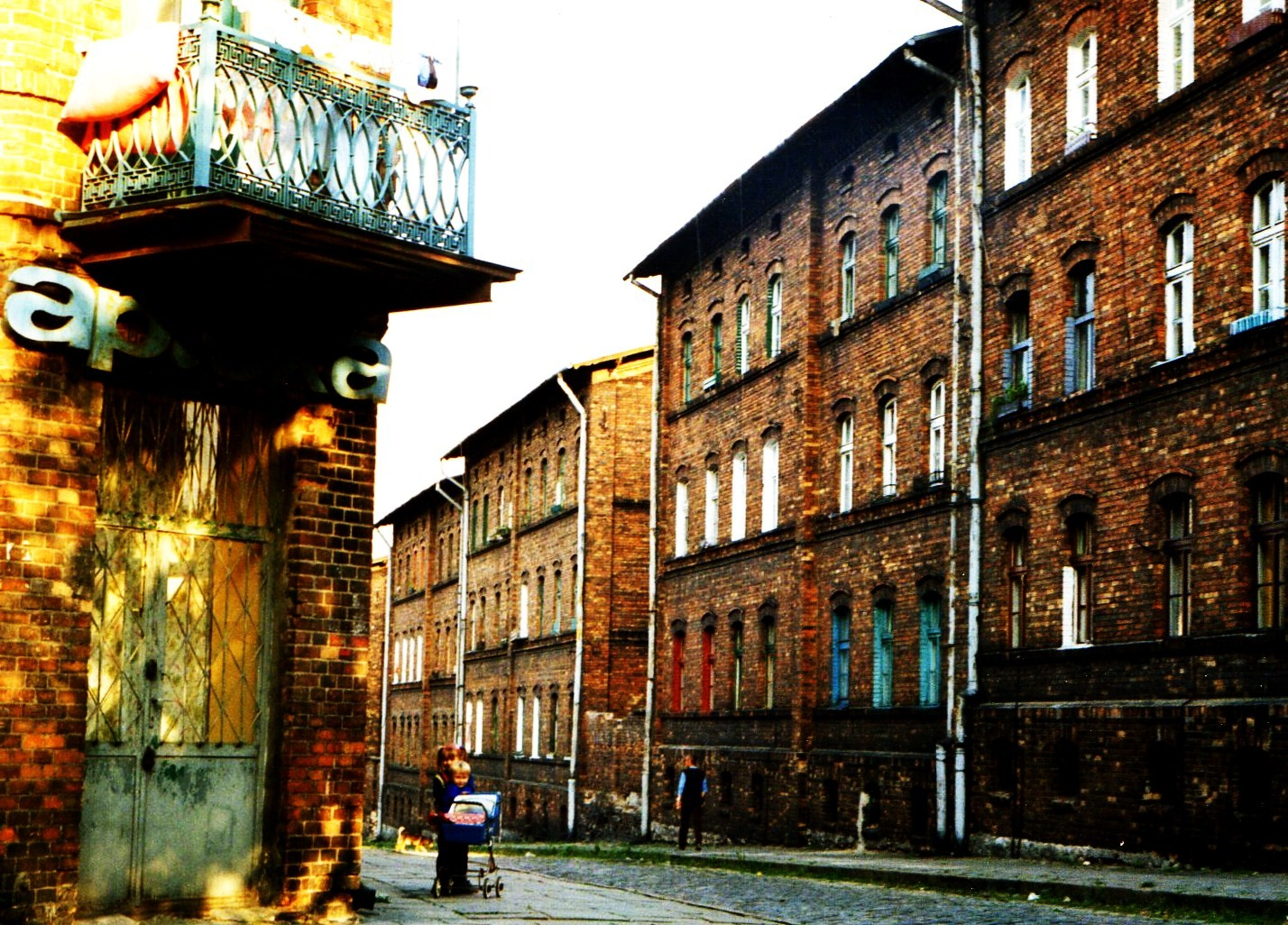
Die alte Arbeitersiedlung im Jahr 1993